# Bìm bịp gà lôi
Bìm bịp gà lôi (danh pháp hai phần: Centropus phasianinus) là một loài chim thuộc chi Bìm bịp, họ Cuculidae..
Loài này được tìm thấy ở Úc, Indonesia và Papua New Guinea. Môi trường sống của nó là rừng đất thấp ẩm nhiệt đới hay cận nhiệt đới và rừng rừng ngập mặn cận nhiệt đới hoặc nhiệt đới. Nó đã thích nghi tốt với các cánh đồng mía ở miền bắc Australia. Bìm bịp gà lôi là không bình thường trong số chim cu cu Úc do chúng đẻ trứng trong tổ của mình và nuôi chim non thay vì đẻ nhờ trong tổ loài chim khác.